# Убить священника
«Убить священника» (англ. To Kill A Priest / фр. Le Complot) — французско-американский художественный фильм, поставленный режиссёром Агнешкой Холланд.
В основу картины легла реальная история похищения и жестокого убийства агентами польской спецслужбы любимого народом ксёндза Ежи Попелушко.
Фильм вышел на экраны в 1988 году.

## Сюжет
1981 год. Время общественных волнений, трагический и переломный для Польши период. Время, когда общественное движение «Солидарность» достигло наибольшего расцвета. Именно в это время в жизни страны появляется священник отец Алек, который твёрдым характером и стремлением помочь своему народу добивается огромной популярности среди масс. Преодолевая сопротивление и давление политических «верхов», спецслужб и даже церкви, он упорно ведёт народ к обретению свободы.

## В ролях
- Кристофер Ламберт — отец Алек
- Эд Харрис — Стефан
- Джосс Экленд — полковник
- Тим Рот — Феликс
- Тимоти Сполл — Игорь
- Пит Постлетуэйт — Джозеф
- Дэвид Суше — епископ
- Войцех Пшоняк — картёжник

## Саундтрек
Убить священника/ To Kill A Priest / Le Complot
Georges Delerue, 1988 OST
1. Crimes of Cain (générique début) (02:40) Interprétée par Joan Baez
2. Le Suicide ou L'État De Guerre (01:17)
3. Les Potences (00:26)
4. Stéphane et les Miliciens (01:15)
5. Présence d’Alec (01:59)
6. Le Meurtre (01:24)
7. Anna et Alec (01:45)
8. Popc est Mort (01:10)
9. Alec Sort De L'Évéché (01:02)
10. La Médiation (01:05)
11. Kiss Me (01:41)
12. Crimes of Cain (générique fin) (04:04) Interprétée par Joan Baez
13. Appeles De Phares (02:19)
14. L'évasion de Joseph (01:33)
15. Controle de Police (01:20)
16. L’Amour Aprés le Meurtre (01:18)
17. Repéchage du Corps (01:34)
18. Préparations des Funérailles (00:58)
19. Valse No. 1 (02:06)
20. Valse No. 2 (01:54)
21. Oberek (01:25)
22. Polka (01:35)
23. Mazurka (01:32)

Total Duration: 00:37:22

## Производство
Варшава 1980-х годов снималась в Лилле, в северной Франции. Часть съёмок проходила в Лионе в церкви святого Бруно Шартрез.